# Thalita Simplício
Thalita Vitoria Simplício da Silva, née le 20 août 1997 à Natal (Rio Grande do Norte), est une athlète handisport brésilienne concourant en T11 pour les athlètes ayant une déficience visuelle. Elle est triple vice-championne paralympique sur le 200 m, 400 m et 4 × 100 m. Elle courre avec un guide, Felipe Veloso da Silva.

## Carrière
Née avec des problèmes de vision, elle devient complètement aveugle à l'âge de 12 ans. Avant de faire de l'athlétisme, elle fait de la danse classique pendant neuf ans.
Aux Jeux paralympiques d'été de 2016, elle fait partie, avec Terezinha Guilhermina, Lorena Spoladore et Alice Correia du relais 4 × 100 m T11-13 qui remporte la médaille d'argent. Lors de ses seconds Jeux en 2021, elle rafle l'argent sur le 400 m T11 en 56 s 80 derrière la Chinoise Liu Cuiqing (56 s 25) ainsi que sur le 200 m T11 en 24 s 94, encore une fois derrière la Chinoise Liu (24 s 93).

## Palmarès

### Jeux paralympiques
- Jeux paralympiques d'été de 2016 à Rio de Janeiro :
  -  4 × 100 m T11-13
- Jeux paralympiques d'été de 2020 à Tokyo :
  -  200 m T11
  -  400 m T11

### Championnats du monde
- Championnats du monde d'athlétisme handisport 2015 à Doha :
  -  400 m T11
- Championnats du monde d'athlétisme handisport 2019 à Dubaï :
  -  400 m T11
  -  200 m T11